# Stanisław Pawlikowski
Stanisław Pawlikowski byl rakouský politik polské národnosti z Haliče, během revolučního roku 1848 poslanec Říšského sněmu.

## Biografie
Byl rolnického původu. Jeho otec Wojciech byl rolníkem. Stanisław v letech 1821–1827 studoval na gymnáziu v Podolínci. V roce 1846 se podílel na rolnickém povstání (tzv. powstanie chochołowskie). Roku 1849 se uvádí jako Stanislaus Pawlikowski, majitel hospodářství v obci Biały Dunajec.
Během revolučního roku 1848 se zapojil do veřejného dění. Ve volbách roku 1848 byl zvolen i na ústavodárný Říšský sněm. Zastupoval volební obvod Nowy Targ. Tehdy se uváděl coby majitel hospodářství. Náležel ke sněmovní pravici.
Patřil mezi polské rolnické poslance. Byl starostou Białého Dunajce. Coby starosta (ortsrichter) Białého Dunajce je uváděn i v roce 1855. Uměl částečně německy, protože studoval německé gymnázium. Kromě toho uměl trochu latinsky.